# DAF XF105
O DAF XF105 é um modelo da série XF de caminhões da marca neerlandesa DAF.
Trata-se de uma versão especial do DAF XF95, com novo design. O modelo possui um motor PACCAR MX de 12.9 litros que atende à norma Euro 5 e transmissão automática.
Em 2006, o modelo foi eleito Caminhão do Ano de 2007 por um júri internacional.